# Хортицька волость

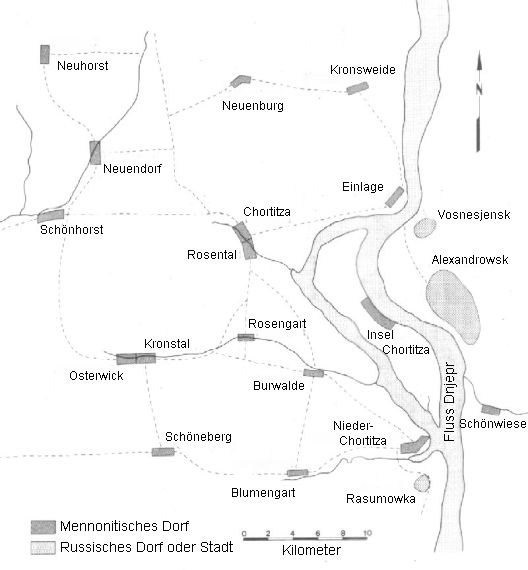
Мапа німецьких поселень в околицях сучасного м. Запоріжжя

Хортицька волость — адміністративно-територіальна одиниця Катеринославського повіту Катеринославської губернії із центром у слободі Хортиця.

## Історичні відомості
Заселялася з 1789 року німцями-менонітами.
Населення 1886 року: 10230 мешканців. Площа: 37184 десятин. Включало 18 поселень у 16 сільських громадах:
1. Хортиця (нім. Chortitza; нині: Верхня Хортиця) — німецька колонія над річкою Хортиця, 977 мешканців, 102 двори, молитовний будинок, 2 школи, арестанське подвір'я, 9 магазинів, 2 машинні фабрики, ливарний завод, машинний завод, фарбовий завод, колісний завод, пивоварний завод, цегляний завод, готель, у 3 верстах лісова пристань, у 15 верстах цегляний завод.
2. Неєндорф (нім. Neuendorf; нині: Широке) — німецька колонія над річкою Томаківка, 1080 мешканця, 115 двори, молитовний будинок, школа, 2 магазини, цегляний завод.
3. Ейнлаге (нім. Einlage; нині: Кічкас) —  німецька колонія над річкою Дніпро, 940 мешканця, 99 двори, школа, лісова пристань, 2 колісних заводи, 5 магазинів,
4. Кронсвейде (нім. Kronsweide; нині: Володимирівське) — німецька колонія над річкою Гадяча, 864 мешканця, 54 двори, молитовний будинок, школа, 3 колісних заводи.
5. Остервік (нім. Osterwick; нині: Долинське) — німецька колонія над річкою Середня Хортиця, 855 мешканця, 121 двори, молитовний будинок, школа, 2 магазини.
6. Розенталь (нім. Rosental; нині: Канцерівка)  — німецька колонія над річкою Хортиця, 796 мешканця, 81 двори, школа, 4 магазини, 2 машинних заводи, 2 колісних заводи, цегляний завод, пивоварний завод.
7. Нижня Хортиця (нім. Nieder-Chortitza; нині: Нижня Хортиця)  — німецька колонія над річкою Дніпро, 784 мешканця, 107 двори, школа, лісова пристань, 2 магазини.
8. Бурвальд (нім. Burwalde; нині: Бабурка); — німецька колонія над річкою Середня Хортиця, 489 мешканців, 63 двори, молитовний будинок, школа, магазин.
9. Острів-Хортиця (нім. Insel Chortitza; нині: Хортиця) — німецька колонія на острові Хортиця над річкою Дніпро, 452 мешканця, 23 двори, школа.
10. Неєнбург (нім. Neuenberg; нині: Малишівка) — німецька колонія над річкою Малишева, 423 мешканця, 38 двори, школа, магазин, поштова станція.
11. Шенеберг (нім. Schöneberg; нині: Смоляне) —  німецька колонія над річкою Нижня Хортиця, 405 мешканця, 56 двори, школа, магазин.
12. Кронсталь (нім. Kronstal; нині: східна частина села Долинське Запорізького району) — німецька колонія над річкою Середня Хортиця, 376 мешканця, 60 двори, школа, магазин, колісний завод.
13. Розенгарт (нім. Rosenhart; нині: Новослобідка (Попово)) — німецька колонія над річкою Середня Хортиця 256 мешканця, 47 двори, школа, 2 колісних заводи.
14. Нейгорст (нім. Neuhorst; нині: Зелений Гай (Тернувате)) — німецька колонія над річкою Тернувата, лівою притокою Томаківки, 180 мешканця, 21 двори, школа, магазин.
15. Блюменгарт (нім. Blumenhart); також: Капустяне (вимерло) — німецька колонія над річкою Нижня Хортиця, 172 мешканця, 42 двори, школа.
16. Кронсвейде (нім. Kronsweide; нині: Великий Луг (Запоріжжя))  — німецька колонія над річкою Дніпро, 144 мешканця, 9 двори, колісний завод.
17. Шенгорст (нім. Schönhorst також: Шенгорка; нині: Ручаївка) — німецька колонія над річкою Томаківка, 105 мешканця, 93 двори, школа, магазин.

Територія волості на сьогоднішній день входить до складу міста Запоріжжя і Запорізького району.

## Джерело
- О історії християнських пробуджень серед менонітів Хортицької волості і інших місцин
- Екатеринославская губернія съ Таганрогскимъ градоначальствомъ. Списокъ населенныхъ местъ по сведениям 1859 года. Изданъ Центральнымъ Статистическимъ Комитетомъ Министерства Внутреннихъ Делъ. Обработанъ редакторомъ И Вильсономъ. 1859. — IV + 452 с. (рос. дореф.)
- Волости и важнѣйшія селенія Европейской Россіи. По данным обслѣдованія, произведеннаго статистическими учрежденіями Министерства Внутренних Дѣл, по порученію Статистическаго Совѣта. Изданіе Центральнаго Статистическаго Комитета. Выпуск VIII. Губерніи Новороссійской группы. СанктПетербургъ. 1886. — VI + 157 с. (рос. дореф.)
- рос. дореф. Списокъ населенныхъ мѣстъ Екатеринославскаго уѣзда Екатеринославской губерніи съ приложеніемъ карты. Изданіе Екатеринославской Губерной Земской Управы. Екатеринославъ. Типографія Губернскаго земства. 1911